# San Martín (Boiro)
San Martín (en gallego y oficialmente, San Martiño) es una aldea española situada en la parroquia de Abanqueiro, del municipio de Boiro, en la provincia de La Coruña, Galicia.

## Demografía
| Gráfica de evolución demográfica de San Martiño entre 2000 y 2018 |
|                                                                   |
| Datos según el nomenclátor publicado por el INE.                  |